# Оборона линии XYZ
Оборона линии XYZ (исп. Línea XYZ) — оборона республиканскими войсками системы укреплений, построенных во время гражданской войны в Испании для защиты второй столицы Испанской республики Валенсии.

## Планы и силы сторон
В начале лета 1938 года план франкистского генерального штаба состоял в том, чтобы закрепить фронт на линии Сегорбе — Сагунто, а затем наступать на Валенсию. Для этой цели был сформирован армейский корпус Турия под командованием Хосе Сольчаги. Три дивизии итальянского экспедиционного корпуса, а также мощная авиация были получены в качестве подкрепления.
5 июля Франко, сосредоточив несколько сотен артиллерийских орудий и 400 самолетов, начал в Леванте крупное наступление с целью прорваться к Валенсии. Им противостояли 6 армейских корпусов республиканцев. После первоначального упорного сопротивления республиканская линия обороны рухнула, и дивизии мятежников двинулись в прорыв. За пять дней наваррская и итальянская пехота продвинулась примерно на 95 километров на фронте шириной 30 километров.
Единственное препятствие, которое оставалось преодолеть, — укрепления, построенные перед городом Вивер, известные как линия XYZ. Они были гениально задуманы и защищались подразделениями под командованием двух офицеров, которые уже приобрели большой авторитет в обороне Мадрида: Карлосом Ромеро и Эрнесто Гуэмесом. Линия XYZ шла от Сьерра-де-Хаваламбре, проходила через Сьерра-дель-Торо к городу Альменара, на берегу моря, и её центр находился в городе Вивер. На линии были построены траншеи и бункеры, способные противостоять 500-килограммовым бомбам, и их оборона опиралась на пересеченную гористую местность, на которой было очень трудно атаковать. Франкисты не подозревали об укрепленной республиканской обороне в этом районе.

## Бои на линии
Успешное наступление националистов остановилось. Мятежники начали лобовые атаки волнами пехоты, но это усилие оказалось бесполезным. Атаки националистов отражались перекрестным огнем из пулеметов, замаскированных в неровностях местности. Мятежники прибегли к артиллерийскому обстрелу и бомбардировкам с воздуха, но их авиации не удалось вывести из строя республиканскую оборону в гористой местности. Траншеи имели эффективную систему связи между собой, что позволяло защитникам нейтрализовать наступление противника.
Войска франкистов имели численное превосходство в артиллерии, но нанесение артударов по позициям противника в течение трех дней, с 20 июля, и постоянные атаки силами пехоты не нарушили порядок обороны республиканцев и были отражены.
С 24 июля атаки стали незначительными и практически исчезли. Поступило известие, что республиканские войска перешли Эбро, и националисты приостановили все свои операции на этом участке и отвели свои восемь дивизий и тяжелую артиллерию. Их войска, понесшие значительные потери (около 20 000 убитыми и ранеными), были задержаны примерно в 40 километрах от Валенсии.

## Результаты
Оборона линии XYZ стала большей победой для Республики, чем Гвадалахара. Националисты заняли провинцию Кастельон, но не смогли занять Валенсию и понесли тяжелые потери. У республиканской армии было время реорганизоваться и спланировать наступление через реку Эбро. Кроме того, республиканские войска в Каталонии успели перевооружиться оружием, полученным через французскую границу, которая вновь открылась в марте.